# Wikipédia en bavarois
Wikipédia en bavarois (en bavarois : Boarische Wikipedia) est l’édition de Wikipédia en bavarois, langue germano-néerlandaise parlée en Bavière en Allemagne, en Autriche et au Tyrol du Sud en Italie. L'édition est lancée le 30 septembre 2006,,,. Son code est : bar.
Au 20 mars 2025, l'édition en bavarois contient 27 174 articles et compte 74 166 contributeurs, dont 58 contributeurs actifs et 2 administrateurs.

## Présentation

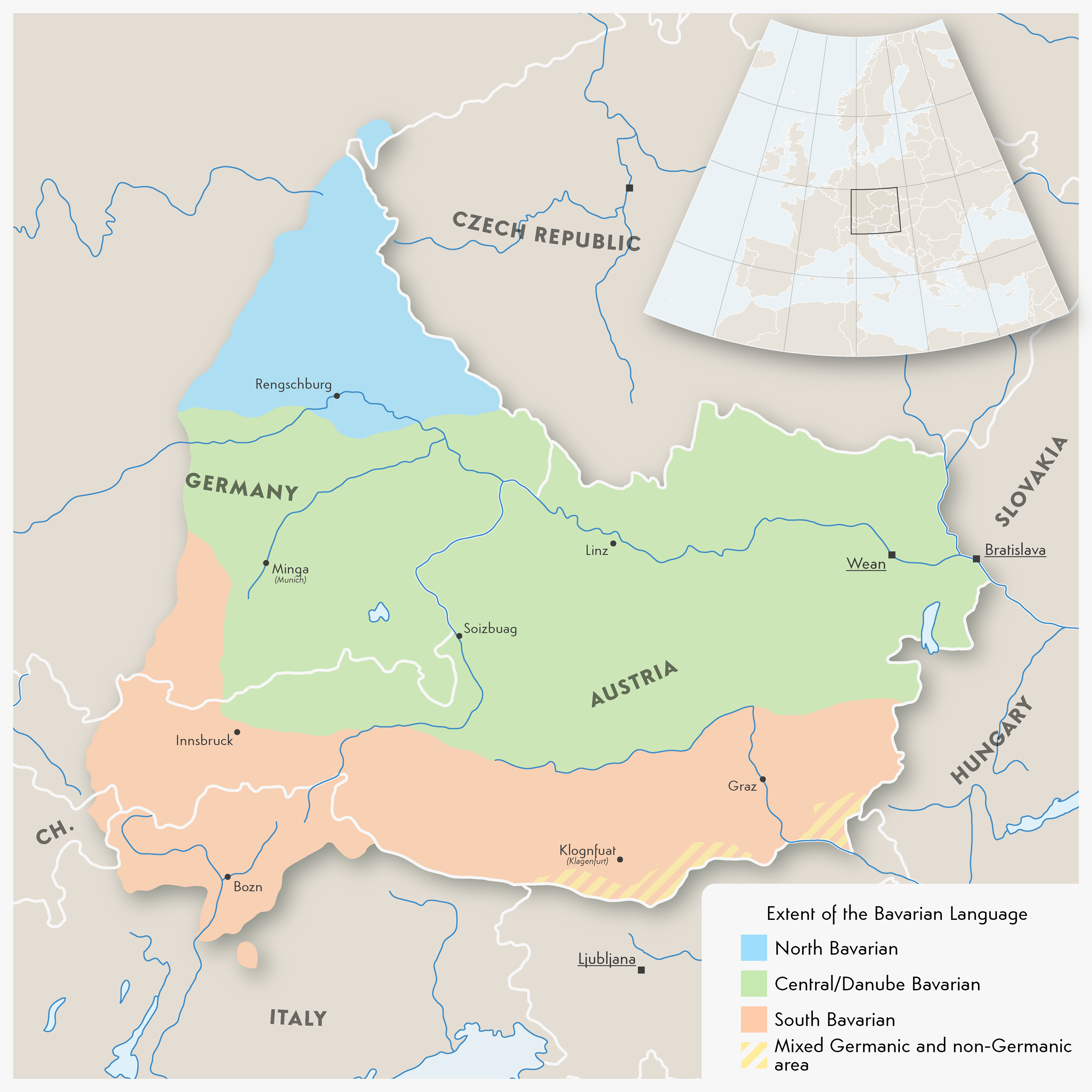
Répartition géographique du bavarois.

Une particularité de la Wikipédia en bavarois est que certains projets dits frères sont intégrés dans Wikipédia en tant qu'espaces de noms : SPRUCH pour Wikiquote, TEXT pour Wikisource, BUACH pour Wikibooks, WOAT pour Wiktionnaire et NOCHRICHT pour Wikinews.

## Statistiques
- En février 2009, l'édition en bavarois compte quelque 2 300 articles et 3 000 utilisateurs enregistrés.
- En février 2018, elle contient 27 371 articles[5].
- Le 23 septembre 2022, elle contient 26 828 articles et compte 63 904 contributeurs, dont 53 contributeurs actifs et 3 administrateurs.
- Le 27 août 2024, elle contient 27 169 articles et compte 71 923 contributeurs, dont 58 contributeurs actifs et 3 administrateurs.